# 抹撚兀典
抹撚兀典（?—?），名又作阿典，姓抹撚，女真族，金朝大臣。
天兴二年（1233年）正月，抹撚兀典以点检与总领温敦昌孙侍行帐中，请金哀宗登船奔归德府（今河南商丘市南）。六月，徐州行省完颜忽斜虎入朝，代行省事。不久，调回朝中，权参知政事，他与签枢密院事娄室在息州（今河南息县）行省事。奉命领西山帅臣范真等所进马千余匹。八月，前去息州，密派忠孝军百余骑在中渡店袭击南宋军队，斩获很多。